# Phreatia rotundata
Phreatia rotundata är en orkidéart som beskrevs av Johannes Jacobus Smith. Phreatia rotundata ingår i släktet Phreatia och familjen orkidéer. Inga underarter finns listade i Catalogue of Life.